# Saint-Ange-et-Torçay

Saint-Ange-et-Torçay este o comună în departamentul Eure-et-Loir, Franța. În 1 ianuarie 2022 avea o populație de 284 de locuitori.